# Липњице на Сазави
Липњице на Сазави (чеш. Lipnice nad Sázavou) је насељено мјесто са административним статусом сеоске општине (чеш. obec) у округу Хавличкув Брод, у крају Височина, Чешка Република.

## Становништво
Према подацима о броју становника из 2014. године насеље је имало 668 становника.